# Hal Walker
Hal Walker (Ottumwa, 20 de marzo de 1896-Tracy, 3 de julio de 1972) fue un director de cine estadounidense. Es conocido por ser el realizador de las primeras películas de Dean Martin y Jerry Lewis como Vaya par de soldados y ¡Vaya par de marinos! así como algunos largometrajes de Bing Crosby y Bob Hope como Road to Utopia y Road to Bali.
Fue nominado a los 10.ª Ceremonia de los Óscars por la ya desaparecida categoría de Mejor asistente de dirección por el film de Henry Hathaway Almas en el mar.

## Filmografía
Como director
- Almas en el mar (Souls at Sea) (1937) (ayudante de dirección)
- Road to Zanzibar (1941) (ayudante de dirección)
- Road to Morocco (1942) (ayudante de dirección)
- Duffy's Tavern (1945)
- El club de la cigüeña (The Stork Club) (1945)
- Road to Utopia (1945)
- Out of This World (1945)
- Mi amiga Irma va a Hollywood (My Friend Irma Goes West, 1950)
- Vaya par de soldados (At War with the Army, 1950)
- That's My Boy (1951)
- Camino a Bali (Road to Bali) (1952)
- ¡Vaya par de marinos! (Sailor Beware) (1952)

## Premios y distinciones
Premios Óscar
| Año  | Categoría                    | Película        | Resultado |
| ---- | ---------------------------- | --------------- | --------- |
| 1938 | Mejor asistente de dirección | Almas en el mar | Nominado  |